# 6974 Solti
6974 Solti este un asteroid din centura principală, descoperit pe 27 iunie 1992, de Henry Holt.